# Alarmindikationssignal
Das Alarmindikationssignal (AIS, englisch alarm indication signal) ist in der Telekommunikation ein Signal, das angibt, dass an einem Port eines Netzwerkgerätes kein Signal mehr empfangen wird. Es signalisiert das Auftreten eines schweren Fehlers (loss of signal). Im Regelfall leitet ein Netzwerkgerät das empfangene Signal an das nächste Netzwerkgerät oder auch an ein Endgerät (sogenannte „line termination“) weiter. Einfachstes Netzwerkgerät ist ein Repeater, dessen Aufgabe darin besteht, ein schwaches Signal zu empfangen, zu verstärken und weiterzusenden. Wenn aber ein Signal ausfällt und nicht mehr empfangen wird, kann es auch nicht mehr weitergeleitet werden und es muss stattdessen ein Ersatzsignal weitergeleitet werden. Im Regelfall wird dafür eine Dauer-Eins eingesetzt. Es gibt Varianten dieses Verfahrens: so wird von manchen Geräten statt einer Dauer-Eins eine alternierende Folge, ..0101.., als Ersatzsignal verwendet (Der Gleichstromanteil einer alternierenden Folge ist kleiner, manche ICs sind in der Hinsicht empfindlich).
Wenn ein Signal ausfällt, so kann der Fehler auf der Strecke zwischen Sender und Empfänger, aber auch beim sendenden Gerät liegen. Deswegen ist es nützlich, auch dem sendenden Gerät den Ausfall des Signals zu melden, damit dort die Funktionsfähigkeit des Senders geprüft werden kann. Bei bidirektionaler Datenübertragung gibt es zwischen Sender und Empfänger zwei unabhängige Übertragungswege, Hin- und Rückweg. Falls der Rückweg noch funktioniert und nur der Hinweg gestört ist, kann einem sendenden Gerät auf dem Rückweg mitgeteilt werden, dass von ihm kein Signal mehr empfangen wird. Diese Fehlerinformation nennt man ein „feAIS“: ein far end alarm indication signal. Damit signalisiert ein Gerät, das an einem Port kein Signal empfängt, dem sendenden Gerät in der Gegenrichtung diesen Fehler. Es macht also zwei Dinge: Auf dem weiteren Sendeweg setzt es statt des verloren gegangenen Signals das Ersatzsignal AIS ein, auf dem Rückweg das feAIS. Voraussetzung dafür ist, dass im Signalweg ein Management-Kanal enthalten ist, in dem diese Fehlerinformation übertragen werden kann (Management-Kanäle können in der Regel eine ganze Reihe von Fehlern übertragen, für jeden Fehler wird ein unterschiedlicher Code festgelegt, also jeweils ein anderes Bitmuster). In den technischen Standards für PDH und SDH sind Management-Kanäle definiert.
Die Zeitspanne, in der nach den Standards der einschlägigen Normierungsorganisationen ein derartiger Fehler erkannt werden muss, liegt im Millisekundenbereich. An Netzwerkgeräten der nordamerikanischen Multiplextechnik wurde ursprünglich bei Vorliegen dieses Fehlers eine gelbe Signallampe eingeschaltet. Deswegen wird dieser Alarm dort auch mit yellow alarm bezeichnet, auch wenn keine gelbe Lampe mehr verwendet wird.
Wenn ein Multiplexer auf einem beliebigen Übertragungsweg an einem Tributary-Port kein Signal empfängt, kann er es auch nicht in ein Aggregatsignal hineinmultiplexen. Er ersetzt es daher in der Regel durch eine Dauer-Eins. Dem nächsten Multiplexer auf dem Signalweg, der diese Dauer-Eins empfängt, zeigt dies an, das schon am Gerät vor ihm ein Fehler registriert wurde. Er leitet diese Dauer-Eins weiter, sodass alle Geräte des Übertragungsweges sie empfangen. 
Wird von den Geräten der Multiplextechnik ein rahmenstrukturiertes Nutzsignal übertragen, wie es bei PDH oder SDH-Verfahren vorliegt, wird die Dauer-Eins gewöhnlich nur in die Nutzlast des Signals eingefügt, der OAM-Overhead wird unbeeinflusst weiter übertragen. Damit bleibt der Management-Kanal erhalten. Bei Verlust der Synchronisation des Gesamtsignals (loss of synchronisation) oder des Rahmensignals (loss of frame) ist das aber nicht mehr möglich. Bei SONET werden diese Fehlerursachen mit den Codes AIS-L (line AIS) und AIS-P (path AIS) unterschieden.
Die zellorientierte Datenübertragung ATM nutzt speziell codierte AIS-Zellen, die einen Signalverlust bzw. einen Verlust der Zellsynchronisation (Header Error Check) anzeigen.